# Bai She 2: Qing She jie qi
Bai She 2: Qing She jie qi (bra: A Serpente Verde) é um filme chinês em CGI de fantasia de 2021 dirigido por Amp Wong, produzido pelos estúdios Light Chaser Animation, Alibaba Pictures, Tianjin Maoyan Weiying Culture Media e Bilibili. É a continuação de White Snake de 2019. O filme foi inspirado no conto A Lenda da Serpente Branca e foi lançado na China em 23 de julho de 2021.

## Enredo
Em Zhenjiang, na China, Blanca e Verta, as irmãs serpente, desafiam o monge matador de demônios, Fahai, para resgatar o marido de Blanca, Xu Xian. Elas são derrotadas, a varinha de Blanca é destruída e ela é aprisionada sob o Pagode de Leifeng. Verta culpa Xian por ser fraco e inútil, bem como Blanca por se apaixonar por ele. Verta é subjugada e sugada por um portal.
Verta acorda, sem seus poderes demoníacos, em uma cidade distópica moderna chamada Asuraville, um lugar que aprisiona criaturas de várias épocas diferentes. Ela conhece uma mulher chamada Sun, que a ajuda a se ajustar ao mundo moderno, e um misterioso homem mascarado com amnésia, que as salva. Os principais inimigos em Asuraville são um exército de demônios chamados Bisões e Cabeças de Cavalo, liderados pelo Líder Bisão que busca conquistar a cidade. Sun é morta pelos Bisões, mas Verta é salva pelo exército Raksha, liderado por um homem chamado Simon, por quem Verta se apaixona.
Simon a leva a um lugar chamado Mercado para conhecer a governante da cidade, que acaba por ser Baoqing, a raposa-demônio. Verta também reencontra o mascarado. Baoqing explica que Asuraville é a terra daqueles que não conseguem abdicar de suas obsessões. A única maneira de sair é se livrando do tormento, descartando sua obsessão e pulando no Poço da Libertação, ao custo da perda das memórias e da força de vontade. Não querendo esquecer Blanca, Verta se recusa a pular, enquanto o mascarado não consegue se lembrar de sua obsessão. Ela permite que ele se junte a eles em gratidão por salvá-la.
De volta ao território Raksha, o exército Bisão mata o exército de Simon. Ao fugir de alguns espíritos malignos, o homem mascarado fica preso e Verta tenta ajudá-lo, mas Simon os abandona ao vê-los como um fardo. Verta liberta o mascarado e ambos conseguem fugir. Verta aprende que no amor não importa a força, mas sim o bom coração, aceitando que a irmã estava certa. O rapaz tira a máscara, revelando que seu rosto é idêntico ao de Blanca, indicando que ele é uma reencarnação dela de outra época. Eles voltam ao Mercado, com Simon lá também, para pedir à Baoqing uma maneira alternativa de sair. Ela conta a eles sobre a Ponte do Desejo, que é um caminho mais difícil, mas que não custa nada. O exército Bisão invade o Mercado. Simon pede desculpas a Verta e é morto após uma dura batalha contra o Líder. Durante a invasão, o rosto do rapaz é revelado como falso, sendo uma máscara demoníaca dada pelo Bisão para usá-lo como espião. Baoqing os ajuda a fugir e Verta então decide parar de depender dos outros e se concentra em ficar mais forte. Apesar da raiva de Verta, o mascarado prova que ainda está do lado dela.
Em um ônibus para a Ponte do Desejo, Verta deve primeiro sobreviver ao túnel de vento negro para torná-lo atravessável. No túnel, ela luta com Fahai por 20 anos (1 dia em Asuraville) até que ela o mata e destrói o Pagode, garantindo assim a liberdade de Blanca no mundo humano. A dupla corre para alcançar a Ponte, com o Líder Bisão em seu encalço, mas é mordido e se transforma em um espírito maligno. Prestes a alcançar a saída, o mascarado é mordido pelo Bisão e a dupla é puxada para uma queda mortal. O rapaz se deixa transformar em um espírito maligno para levar Verta até a saída com suas asas, sacrificando-se. Tudo o que ela leva consigo é a flauta de osso dele.
De volta ao mundo humano, 1000 anos se passaram e Verta ainda não conseguiu reencontrar Blanca. Ela observa que o Pagode foi reconstruído e seus tesouros foram colocados em uma exposição. Ela encontra os restos da varinha de Blanca com um pedaço faltando. Ela os junta e adiciona a flauta de osso a ela, restaurando-a. Verta percebe que o homem mascarado realmente era uma reencarnação de Blanca e que ela era sua obsessão. Enquanto ela chora, uma voz feminina diz seu nome. Verta se vira e olha para Blanca com um sorriso.
Em uma cena entre créditos, Baoqing se encontra com o monstro do rio sob uma ponte, ele dá a ela um rabo de raposa cortado. A Raposa afirma que seu inimigo está voltando e que ela está planejando sua vingança.

## Elenco de voz
| Personagem | Ator           |
| ---------- | -------------- |
| Verta      | Tang Xiaoxi    |
| Blanca     | Zhang Zhe      |
| Mascarado  | Wai Wai        |
| Baoqing    | Xiaopu Zheng   |
| Simon      | Wei Chao       |
| Fahai      | Song Xuchen    |
| Xu Xian    | Yang Tianxiang |

## Recepção
O filme faturou um total de 200 milhões de yuans (US$ 30,86 milhões) em seus primeiros três dias de lançamento. Roger Moore deu ao filme 1,5 de 4 estrelas, dizendo: "Green Snake é como a capa de um livro do Conan de Robert W. Howard renderizada em CGI - violento e sinistro, com muita ação e um pouco desnudo. A história? Bem, digamos que é mais impressionante olhar do que tentar, seguir e absorver."